# Hidden Treasures
A Hidden Treasures a Megadeth nevű amerikai thrash metal együttes EP-je, amire a korábban csak különböző válogatásokon vagy filmzenealbumokon megjelent dalokat gyűjtöttek össze. Erre utal az album címe is (Rejtett kincsek). Az EP először a Youthanasia című album limitált kiadásának bónusz CD-jeként jelent meg Európában 1995 márciusában, majd később önálló anyagként is kiadták az Egyesült Államokban és Japánban. Amerikában a Billboard 200-as lemezeladási listán a 90. helyig jutott. Az Angry Again és a 99 Ways to Die dalok 1993-ban felkerültek a Billboard Hot Mainstream Rock Tracks slágerlistájára is. A Black Sabbath Paranoid című dalának feldolgozása eredetileg az 1994-es kiadású Nativity in Black tribute-albumon jelent meg, majd a Hidden Treasures EP-re is felkerült. A dalt a Megadeth előadásában Grammy-díjra jelölték a Best Metal Performance kategóriában 1996-ban. Az EP-n is szereplő dalok közül másik kettőt, a 99 Ways to Die-t és az Angry Again-t is jelöltek Grammy-díjra eredeti megjelenésük évében.
2007-ben újra kiadták az albumot remasterelt hangzással, és az 1995-ös À Tout le Monde maxi-CD négy dalával bónuszolva.

## Az album dalai
| 1. | No More Mr. Nice Guy (Alice Cooper feldolgozás)        | Sokkoló (1989) filmzenealbum                         | 3:02 |
| 2. | Breakpoint (Dave Mustaine, David Ellefson, Nick Menza) | Super Mario Brothers (1993) filmzenealbum            | 3:29 |
| 3. | Go to Hell (Mustaine, Marty Friedman, Ellefson, Menza) | Bill és Ted haláli túrája (1991) filmzenealbum       | 4:36 |
| 4. | Angry Again (Mustaine)                                 | Az utolsó akcióhős (1993) filmzenealbum              | 3:47 |
| 5. | 99 Ways to Die (Mustaine)                              | Beavis és Butthead (1993) filmzenealbum              | 3:58 |
| 6. | Paranoid (Black Sabbath feldolgozás)                   | Nativity In Black: A Tribute To Black Sabbath (1994) | 2:32 |
| 7. | Diadems* (Mustaine)                                    | Mesék a kriptából – Démonlovag (1995) filmzenealbum  | 3:56 |
| 8. | Problems (Sex Pistols feldolgozás)                     | À Tout le Monde (1994)                               | 3:57 |

* A Diadems ezen változata különbözik a Démonlovag filmzenealbumon hallható verziótól, aminek hosszabb az intrója, több benne a fúvós hangszer, és ahol a dobok belépéséig az elektromos gitár sem szólal meg.
| 9.  | À Tout le Monde                   | Youthanasia (1994)     | 4:29 |
| 10. | Symphony of Destruction (demo)    | À Tout le Monde (1995) | 5:29 |
| 11. | Architecture of Aggression (demo) | À Tout le Monde (1995) | 2:49 |
| 12. | New World Order*                  | À Tout le Monde (1995) | 3:47 |

* Az 1995-ös japán kiadáson még a New World Order demóváltozata szerepelt, ami később a Youthanasia lemez újrakiadására került fel bónusz számként 2004-ben.

## Közreműködők
- Dave Mustaine – ének, szóló- és ritmusgitár
- Marty Friedman – ritmus- és szólógitár, háttérvokál
- Dave Ellefson – basszusgitár, háttérvokál
- Nick Menza – dobok, háttérvokál